# Franekeradeel
Franekeradeel (vestfrisisk: Frjentsjerteradiel) er en kommune i provinsen Frisland i Nederlandene. Kommunens har et samlet areal på 109,16 km2 (hvoraf 6,44 km2 er vand) og en befolkning på 20.581 indbyggere (1. januar 2007). Hovedby er Franeker.